# Tecniche di vendita
Tecniche di vendita è il termine con cui si indica l'insieme delle metodologie classificate e riconoscibili che vengono utilizzate nel corso di una trattativa di vendita allo scopo di ottenere l'esplicito consenso all'acquisto di un prodotto o di un servizio da parte di un potenziale compratore.

## Descrizione
L'ambito di riferimento è quello del processo negoziale messo in atto da chi svolge professionalmente l'attività di venditore (in qualità di dipendente o di intermediario commerciale) per conto di aziende che si rivolgono ad uno o più mercati di clientela business e consumer.
Obiettivo generale dell'insieme delle Tecniche di Vendita è quello di creare le condizioni e favorire la decisione del cliente di acquistare un determinato prodotto o servizio. Un modo per influenzare le decisioni del cliente è quello di sperimentare un percorso per livelli progressivi che permettano di dare tangibilità al processo di avvicinamento verso la chiusura della vendita. Questo percorso progressivo può essere rappresentato attraverso sei fasi: approccio, esplorazione, proposta, gestione delle obiezioni, chiusura e post vendita.
In funzione del tipo di mercato e della complessità dei prodotti/servizi che il venditore offre, si possono distinguere varie Tecniche di Vendita applicabili: si delinea così un range ideale che va da quelle in cui gli obiettivi e le necessità del cliente sono il punto focale della negoziazione, cosiddetta vendita consulenziale, sino a quelle in cui la pressione esercitata per indurre all'acquisto è tale da mettere in evidenza tratti riconducibili ad una persuasione di tipo "pseudo manipolatoria".  
Considerata la centralità, per qualsiasi tipo di tecnica, della dinamica della relazione che si sviluppa tra venditore e acquirente,
si comprende come l'approfondimento delle condizioni psicologiche che motivano all'acquisto sia un fattore chiave e sia un comune denominatore degli interventi formativi svolti in aula e sul campo a beneficio dei venditori professionisti.
Così come accade per qualsiasi tipo di competenza basata sullo studio e l'osservazione dinamica dei comportamenti, anche le Tecniche di Vendita si modificano e si adattano al mutamento degli scenari in cui vengono applicate. Il proliferare di mezzi di comunicazione di massa da cui i compratori, privati o aziendali, possono attingere informazioni sempre più dettagliate sulle offerte disponibili in un determinato mercato aumenta il grado di consapevolezza critica e di aspettativa degli stessi nei confronti dei prodotti/servizi disponibili. Come conseguenza, le Tecniche di Vendita si spostano progressivamente da una dimensione di hard selling, dove l'ottenimento dell'ordine da parte del cliente è l'obiettivo primario da perseguire indipendentemente dalle reali necessità del cliente stesso, ad uno scenario di soft selling o vendita consulenziale, dove l'obiettivo primario è quello di comprendere i bisogni espliciti ed impliciti del cliente per poi creare sintonia, laddove possibile, tra questi e la reale offerta che il venditore è in grado di proporre.
L'ascolto attivo, un comportamento assertivo e un coinvolgimento emozionale a tutto tondo del cliente sono oggi alcune delle dimensioni universalmente riconosciute come imprescindibili per uno stile di vendita professionale che punti a risultati sia qualitativi che quantitativi degni di successo personale.
Viste le qualità necessarie, ed il costante bisogno di esercizio e sviluppo delle stesse, è abbastanza intuitivo comprendere
come l'attività del venditore professionista sia un contesto progressivamente sempre più selettivo in cui operare.
Non vi è una esatta stima su quanti operatori del settore abbandonino questo percorso lavorativo dopo pochi anni, se non dopo pochi mesi, poiché la necessità di sapersi costantemente automotivare deve rappresentare i tratti essenziali della quotidianità.